# Okres Łańcut
Okres Łańcut (polsky Powiat łańcucki) je okres v polském Podkarpatském vojvodství. Rozlohu má 452 km² a v roce 2019 zde žilo 81 049 obyvatel. Sídlem správy okresu je město Łańcut.

## Gminy
Městská:
- Łańcut

Vesnické:
- Białobrzegi
- Czarna
- Łańcut
- Markowa
- Rakszawa
- Żołynia

## Město
- Łańcut